# 吉姆·多伊爾

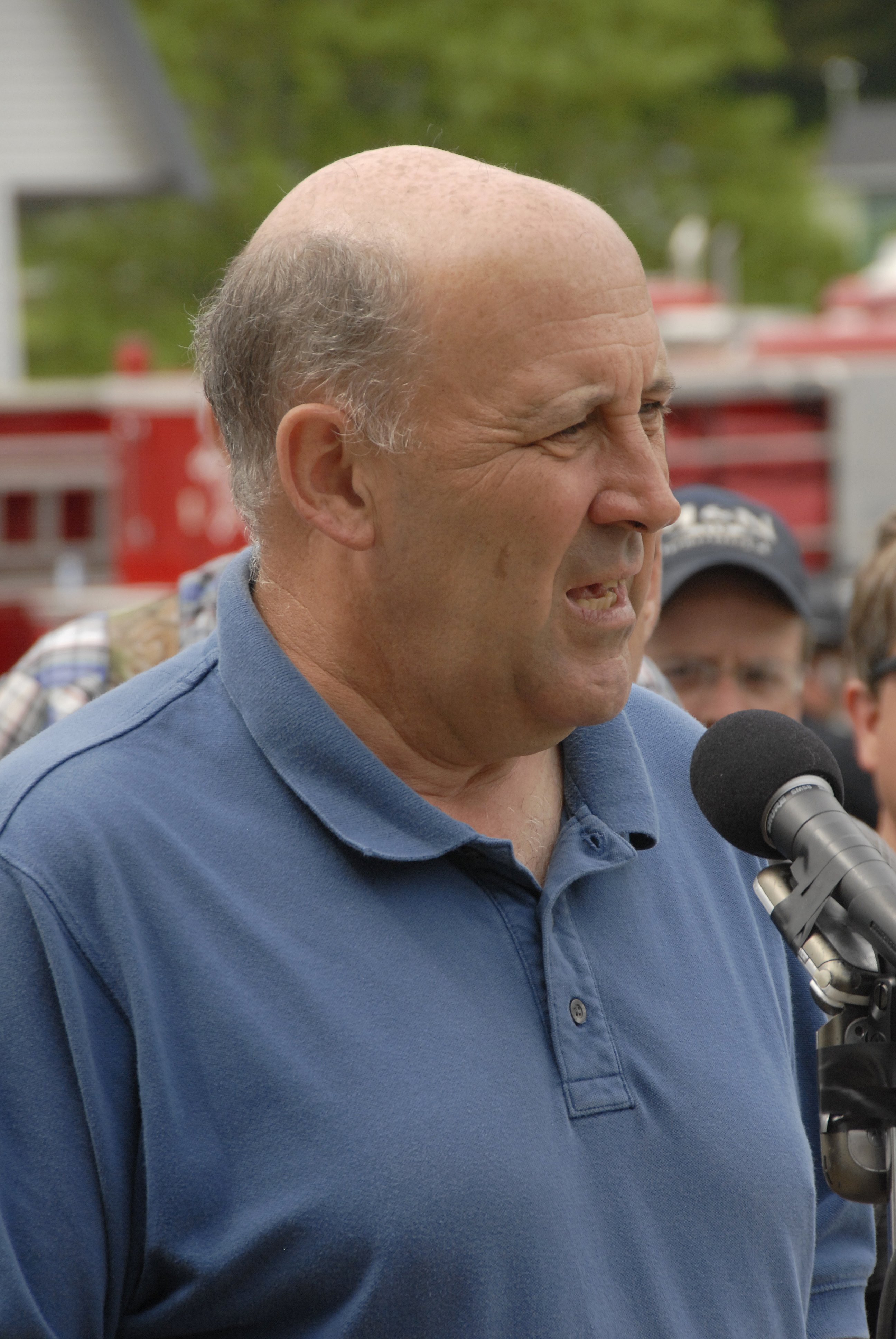

吉姆·多伊爾（Jim Doyle；1945年11月23日—）是美國的一位政治人物。

## 生平
在2003年至2011年期間，吉姆·多伊爾擔任第44任威斯康星州州長職務。吉姆·多伊爾出生在華盛頓特區，他的黨籍是民主黨。吉姆·多伊爾現在是一名律師。